# Абдул Самад Саид
Абдул Самад Саид (малайск. Abdul Samad Said; род. 9 апреля 1935, с. Белимбинг-Далам, р-н Дуриан-Тунггал, штат Малакка) — малайзийский поэт, прозаик, литературный критик, пишущий на малайском языке, продолжатель традиций Поколения пятидесятников. Национальный писатель Малайзии (1985).

## Творчество
Автор поэтических сборников «Бешенство в огне» (1961), «Опавшие листья» (1962 совместно с поэтессой Салми Манджа), сборника рассказов «У обочины шоссе» (1961), ряда романов о жизни городских низов, из которых наиболее известен «Салина» (1961). В своих стихах сумел найти яркую форму для выражения социально-критических, философских и нравственных идей. Ряд стихов положены на музыку и послужили основой для популярных песен..

## Общественная деятельность
В последнее время принимает активное участие в политической жизни страны, является сопредседателем неправительственной организации «Берсих» (Чистота), выступающей за чистые и прозрачные всеобщие выборы.

## Награды
- Литературная премия Юго-Восточной Азии (1979)
- Национальный писатель Малайзии (1985)

## Оценкарусской литературы
Как отмечает Абдул Самад Саид,
«произведения русских писателей помогли мне понять смысл жизни... Через эти произведения мы, представители «Поколения-50», начали осознавать существование  другого, целеустремлённого, полного разнообразия и достоинства мира...».

## Произведения писателя

### Повести и романы
- Salina. DBP, 1961, 495 hlm. (Салина)
- Bulan Tak Bermadu di Fatehpur Sikir. Melaka: Penerbitan Abbas Bandung, 1966, 103 hlm. (Совсем немедовый месяц в Фатехпуре Сикире)
- Sungai Mengalir Lesu. Pustaka Gunung Tahan, 1967, 135 hlm. DBP , 1984, 137 hlm.(Тихая речка)
- Di Hadapan Pulau. Pustaka Sistem Pendidikan, 1978, 129 hlm. (Перед островом)
- Adik Datang. Penerbitan Adabi Sdn. Bhd., 1980, 220 hlm. (Младший брат приехал)
- Langit Petang. DBP , 1980, 143 hlm. (Вечернее небо)
- Daerah Zeni. Petaling Jaya: Penerbit Fajar Bakti Sdn. Bhd.; 1985, 182 hlm. (Земля Зени)
- Hujan Pagi. DBP , 1992, 418 hlm. (Утренний дождь)
- Cinta Fansuri. Petaling Jaya: Penerbit Fajar Bakti Sdn. Bhd.; 1994, 156 hlm. (Любовь Фансури)

### Повести для детей
- Bendera Merah di Atas Bukit. Pustaka Melayu Baru, 1968, 79 hlm. (Красный флаг на горе)
- Lima Kawan ke Rumah Rahsia. Kluang: Pustaka Pendidikan Sdn. Bhd., 1968, 101 hlm. (Пятеро друзей в секретном доме)
- Jangan Ikut Jalan Ini. Singapura: Pustaka Nasional, 1969, 101 hlm. (Не ходи по этой дороге)
- Mengejar Tetamu di Waktu Senja. Pustaka Melayu Baru, 1974, 94 hlm. (В погоне за гостем на закате солнца)
- Yang Berat Sama Dipikul., Singapura: Pustaka Nasional, 1969, 85 hlm. (В горести и радости всегда вместе)
- Keledang. MacMillan Publishers Ltd., 1979, 143 hlm. (Хлебное дерево)
- Antara Kabus ke Kabus. Pustaka Melayu Baru, 1980, 67 hlm. (Из тумана в туман)
- Di Simpang Jalan. DBP , 1980, 95 hlm. (На перепутье)
- Jalan Retak. Pustaka Melayu Baru, 1980, 65 hlm. (Трещины на дороге)

### Сборники рассказов
- Liar di Api. Penerbitan Federal Berhad. t.th., 183 hlm. (Бешенство огня)
- Daun-daun Berguguran (bersama Salmi Manja). Penerbitan Federal Berhad, 1962, 152 hlm. (Опавшие листья)
- Debar Pertama. Penerbitan Federal Berhad, 1964, 76 hlm. (Первое волнение)
- Ke Mana Terbangnya Si Burung Senja? Pustaka Melayu Baru, 1966, 118 hlm. (Куда улетает птица вечерней зари)
- Panorama (Peny.). Penerbitan Federal Berhad, 1966, 112 hlm. (Ранорама, ред.)
- Bunga Gunung (Peny.). Berita Publishing Sdn. Bhd., 1982, 153 hlm. (Горный цветок, ред.)
- Angin Pulau (antologi bersama). Teks Publishing Sdn. Bhd. 1985, 153 hlm. (Ветер с острова, колл. сборник)
- Angin Pulau (antologi bersama), Petaling Jaya: Penerbit Fajar Bakti Sdn. Bhd., 339 hlm.(Ветер с острова, колл. сборник)
- Titisan Indah di Bumi Merkah (antologi bersama), Petaling Jaya: Penerbit Fajar Bakti Sdn. Bhd., 1985, 405 hlm. (
- Hati Muda Bulan Muda: Kumpulan Cerpen 1954—1992 (Peny. Othman Puteh). DBP , 1993, 495 hlm. (Молодое сердце — молодая луна)

### Сборники поэзии
- Liar di Api. Penerbitan Federal Berhad. t.th., 183 hlm.(Бешенство огня)
- Puisi Baru Melayu 1942—1960 (antologi bersama). DBP , 1961, 26 hlm. (Новая малайская поэзия, колл. сборник)
- Daun-daun Berguguran (bersama Salmi Manja). Penerbitan Federal Berhad, 1962, 152 hlm.(Опавшие листья)
- Sajak-sajak Melayu Baru 1946—1961/Modern Malay Verse 1946—1961 (dwibahasa), (antologi bersama). Penerbit Fajar Bakti Sdn. Bhd., 1969 (cetakan keempat), 135 hlm. Cetakan pertama 1963. (Новые малайские стихи, на двух яз., колл. сборник)
- Benih Harapan. Grafika Sendirian Berhad, 1973, 24 hlm. (Ростки надежды)
- Daun Semalu Pucuk Paku. Balai Penerbitan Nusa, 1975, 39 hlm.(Листья мимозы и папоротник)
- Pilihan Puisi Baru Malaysia-Indonesia (anatologi bersama). DBP , 1980, 314 hlm. (Новая поэзия Малайзии и Индонезии, колл. сборник)
- Puisi-puisi Nusantara (antologi bersama). DBP , 1981, 294 hlm. (Поэзия Нусантары, колл. сборник)
- Benih Semalu. DBP , 1984, 69 hlm. (Ростки мимозы)
- Bintang Mengerdip (antologi bersama). Kuala Lumpur: DBP , 1984, 75 hlm. (Мерцающие звёзды, колл. сборник)
- 100 Sajak Malaysia (antologi bersama). Tra-Tra Publishing & Trading Sdn. Bhd., 1984, 141 hlm. (Сто малайзийских стихов, колл. сборник)
- Bunga Gerimis (antologi bersama). Petaling Jaya, Penerbit Fajar Bakti Sdn. Bhd., 1986, 132 hlm. (Цветок моросящего дождя, колл. сборник)
- Puisirama Merdeka (antologi bersama). PENA, 1986, 141 hlm. (Ритмы поэзии о независимости, колл. сборник)
- Malaysia dalam Puisi. DBP , 1988, 316 hlm. (Поэтическая Малайзия)
- An Anthology of Contemporary Malaysian Literature (antologi bersama). DBP , 1988, 413 hlm. (Антология современной малайзийской литературы, колл. сборник)
- Kumpulan Puisi Malaysia/Malaysian Poetry (1975—1985)(antologi bersama). DBP , 1988 (Сборник малайзийской поэзии, колл. сборник)
- Puisi Baharu Melayu (1961—1986) (antologi bersama). DBP , 1990, 941 hlm. (Новая малайская поэзия, колл. сборник)
- Balada Hilang Peta. DBP , 1993, 69 hlm. (Баллада о пропавшей карте)
- Suara Rasa/Voice from Within (antologi bersama). Maybank, 1993, 228 hlm. (Голос чувства)
- Suara Dari Dinding Dewan. Utusan Publication & Distributors Sdn Bhd, 2003 (Голос со стены зала)
- Dirgahayu Dr. Mahathir. Penerbit: Wira Bukit, 2004. (Да здравствует Доктор Махатхир)

### Пьесы
- Di Mana Bulan Selalu Retak. Singapura: Malaysia Publication Ltd. 1965, 135 hlm. (Там, где всегда трескается луна)
- Ke Mana Terbangnya Si Burung Senja. Pustaka Melayu Baru, 1966, 118 hlm. (Куда улетает орёл вечерней зари)
- Wira Bukit. DBP , 1986, 92 hlm. (Герой-горец)
- Lantai T. Pinkie. DBP , 1996, 137 hlm. (Танцплощадка Т. Пинки)
- Lazri Meon Daerah Zeni. DBP , 1992, 138 hlm. (Лазри Меон из местечка Зени)

### Эссе
- Tema dan Tugas Sastera Melayu Moden (bersama Usman Awang). Penerbitan Federal Berhad, 1963 (Темы и задачи современной малайской литературы; совм. с Усман Авангом)
- Damai (kata pengantar). Penerbitan Federal Berhad, 1966, 136 hlm. (Мир: вступительное слово)
- Laungan (Kata pengantar). Penerbitan Federal Berhad, 1962, 152 hlm. (Крик; вступительное слово)
- Tangan yang Simpatik. Penerbitan Adabi Sdn. Bhd., 1981, 279 hlm. (Добрые руки)
- Dari "Salina" ke "Langit Petang". Proses Mencipta Novel (От 'Салины' до 'Вечернего неба'. Процесс создания повести). Kuala Limpur: DBP, 1987 (второе издание 2007 г., из-во Wira Bukit).
- Between Art and Reality (Selected Essays). DBP , 1994, 479 hlm. (Между искусством и реальностью)
- Ilham Di Tepi Tasik. Penerbit: Wira Bukit, 2006. (Вдохновение на берегу озера)

### Переводы
- Chĕrita-Сhĕrita Shakespeare Di-chĕritakan Sa-mula oleh H.G Wyatt (Пересказ пьес Шекспира). Di-tĕrjĕmahkan oleh A. Samad Said. Kuala Lumpur: Pustaka Pena Ĕmas Oxford University Press 1961. Saudagar Venice (Венецианский купец). Romeo dan Juliet (Ромео и Джульета). Impian pada Malam Pertĕngahan Musim Panas (Сон в летнюю ночь). Sa-Suka Hati-mu (Как вам это понравится). Julius Caesar (Юлий Цезарь). Macbeth (Макбет)

## Переводы произведений А. Самада Саида на русский язык
- А. Самад Саид. У обочины шоссе; Утро. // У обочины шоссе. Рассказы современных малайских писателей. Составление и пер. Б. Парникеля. М.: Восточная литература, 1963.
- Самад Саид. Канава. Пер. В. Брагинского. // Доброе дело. Рассказы писателей Малайзии и Сингапура. Составление и предисловие Б. Парникеля. Алма-Ата: Жазушы, 1973.
- А. Самад Саид. Война и люди; Канава. Пер. К. Сигаевой и В. Брагинского. // Современная малайзийская новелла. Составители В. Сигаев и Б. Парникель. Предисл. Б. Парникеля. М.: Прогресс, 1977.
- А. Самад Саид. Под мерцающими звёздами. Стихи. Пер. В. Брагинского. // Памир, 1977, № 1. С. 77-78.
- А. Самад Саид. Бешенство в огне (стихотворение). Пер. В. Брагинского. // «Звезда Востока», 1978, № 6. С. 215—216.
- А. Самад Саид. Бешенство в огне (стихотворение). Пер. В. Михановского. // Поэты мира в борьбе за мир. М.: ХЛ, 1985. С. 396—398
- А. Самад Саид. Под мерцающими звёздами; Мимоза. Пер. Владимира Брагинского и Марии Болдыревой. // Ручей. Традиционная и современная малайская поэзия. Составление и предисл. Б. Парникеля. М.: Красная гора, 1996.
- Абдул Самад Саид. Гости вечерней зари; Листья мимозы. // Покорять вышину. Стихи поэтов Малайзии и Индонезии в переводах Виктора Погадаева. М.: Ключ-С, 2009.
- Абдул Самад Саид. Гости вечерней зари (Tetamu Senja); Под сияющими звёздами (Di Bawah Bintang Berkedipan); Листья мимозы (Daun Memalu) //Гости вечерней зари (Tetamu Senja). Антология малайской виртуальной поэзии. В переводах Виктора Погадаева. Составитель Ирван Абу Бакар. Редактор Е.С. Кукушкина. Оформление художника Мисбаха Тамрина. Москва: Ключ-С, 2018, с.9-12. ISBN 978-5-6040535-2-2